# Marco Silva
Marco Alexandre Saraiva da Silva (* 12. Juli 1977 in Lissabon) ist ein ehemaliger portugiesischer Fußballspieler und heutiger Trainer. Der Rechtsverteidiger Silva spielte während seiner aktiven Zeit für mehrere meist zweit- bis drittklassige Vereine in Portugal, am längsten bei Estoril Praia. Als Trainer steht er seit Juli 2021 beim englischen FC Fulham unter Vertrag.

## Spielerkarriere
Marco Silva wuchs in der portugiesischen Hauptstadt Lissabon. auf, wo er in der Jugend für Belenenses Lissabon spielte. Sein Debüt für die Profis gab er in der Saison 1996/97, wurde jedoch nur einmal eingesetzt. Danach wechselte er zum ebenfalls in Lissabon beheimateten Atlético CP in die dritte Liga.
Im späteren Verlauf seiner Karriere folgten weitere Vereine der dritten und zweiten Liga. Silva spielte nur noch einmal in der Primeira Liga, als er 1999/2000 an Campomaiorense ausgeliehen war. Die letzten Jahre seiner Karriere verbrachte Silva bei Estoril Praia. 2011 beendete er dort seine Karriere mit 34 Jahren. 

## Trainerkarriere

### Estoril Praia
In der Saison 2011/12 arbeitete Silva zunächst als Sportdirektor bei Estoril Praia. Ein schlechter Saisonstart führte bereits im Oktober zur Entlassung des damaligen Trainers Vinícius Eutrópio. Silva übernahm den Posten des Cheftrainers und verhalf dem Team in seiner ersten Saison direkt zum Aufstieg in die Primeira Liga.
In der Saison 2012/13 gelang dem Aufsteiger unter Silva ein überraschender fünfter Platz. In der Folgesaison 2013/14 nahm Estoril Praia somit an der Qualifikation für die Europa League teil. Dem Team gelang der Einzug in die Gruppenphase. Dort schied man jedoch ohne Sieg als Gruppenletzter aus. In der Liga konnte man sich im Vergleich zum Vorjahr noch um einen Platz verbessern. Unter anderem gewann man auswärts gegen den FC Porto, was seit 2008 keinem Team in der Liga gelang.

### Sporting Lissabon
Am 23. Mai 2014 unterschrieb Silva einen Vierjahresvertrag bei Sporting Lissabon. Er ersetzte dabei seinen Landsmann Leonardo Jardim, der zum AS Monaco ging. In der Primeira Liga 2014/15 wurde Sporting dritter. Mit einem 3:1-Sieg im Elfmeterschießen gegen Sporting Braga gewann Silvas Mannschaft im selben Jahr den Taça de Portugal, Sportings erster Titel seit 2008. Trotzdem wurde Silva zum Saisonende hin entlassen. Der Grund: Er soll beim Pokalspiel gegen den FC Vizela nicht das offizielle Klub-Outfit getragen haben.

### Olympiakos Piräus
Im Juli 2015 unterschrieb Silva daraufhin beim griechischen Rekordmeister Olympiakos Piräus. Seine erste Saison als Trainer im Ausland verlief ganz ordentlich. Mit 82 Punkten und nur 16 Gegentoren konnte Olympiakos den Meistertitel in Griechenland verteidigen. Im Pokal verlor man das Finale gegen AEK Athen knapp mit 1:2. In der Champions League schied man als Gruppendritter aus. Im Sechzehntelfinale der Europa League unterlag man dann dem RSC Anderlecht. Nach erneut nur einer Saison legte Silva das Traineramt bei Olympiakos aus persönlichen Gründen nieder.

### Hull City
Nach einem halben Jahr Pause unterschrieb Silva im Januar 2017 beim englischen Erstligisten Hull City. Er sollte zunächst bis Saisonende bleiben, um das Team vor dem Abstieg zu retten. Unter Silva gab es einen sportlichen Aufschwung. Die Tigers zogen unter anderem ins Halbfinale des Carabao Cup ein, wo man erst im Rückspiel am englischen Rekordmeister Manchester United scheiterte. Auch in der Liga konnte man direkt nach Silvas Verpflichtung mehrmals gewinnen. Trotzdem stieg das Team am Ende der Saison ab. Silvas Vertrag wurde nicht verlängert.

### Watford
Im Sommer 2017 unterschrieb Silva einen Zweijahresvertrag beim FC Watford. Der Saisonstart verlief gut, Silva spielte meist mit einer offensiven 4-3-3-Formation. Zum Auftakt gelang ein 3:3 gegen den FC Liverpool. Später besiegte man den FC Arsenal zuhause mit 2:1 und rückte vor in die Champions-League-Ränge. Durch diesen Erfolg wurde der FC Everton im November auf Silva aufmerksam und versuchte ihn von seinem Vertrag wegzulocken. Die Toffees hatten gerade ihren Trainer Ronald Koeman entlassen und suchten einen Nachfolger.
Silva blieb bei Watford und Everton verpflichtete stattdessen den englischen Ex-Nationaltrainer Sam Allardyce. In den Folgemonaten gerieten die Leistungen des FC Watford stark ins Wanken. Silva wurde vorgeworfen, dass er sich seit der Sache mit Everton nicht mehr richtig bemühe. Im Januar 2018 wurde er nach einer Niederlage gegen Leicester City entlassen.

### Everton
Zur Saison 2018/19 unterschrieb Silva einen Dreijahresvertrag beim FC Everton. Er holte unter anderem Lucas Digne, André Gomes und den Brasilianer Richarlison, den er bereits beim FC Watford verpflichtet hatte, zu den Toffees. Auch bei Everton gelang Silva ein guter Saisonstart. Der Neuzugang Richarlison traf im ersten Spiel gleich doppelt. Zur Mitte der Saison ließen die Toffees allerdings viele Punkte liegen und Silva drohte erneut die Entlassung. Durch eine Serie von Heimsiegen gegen Top-Teams wie Arsenal, Chelsea und Manchester United konnte er das Vertrauen von Fans und Vorstand wiederherstellen und mit der Mannschaft auf dem achten Tabellenplatz abschließen, womit man knapp eine Europa-League-Teilnahme verpasste.
Die zweite Saison unter Silva verlief trotz vielversprechender Neuverpflichtungen wie dem italienischen Talent Moise Kean von Beginn an schlecht. Zwischenzeitlich standen die Toffees auf einem Abstiegsplatz. Nach einer 5:2-Niederlage im Merseyside Derby gegen den FC Liverpool wurde Silva entlassen.

### Fulham
Silva unterzeichnete Anfang Juli 2021 einen Dreijahresvertrag beim Erstligaabsteiger FC Fulham. Nach 13 Punkten in den ersten fünf Spielen wurde er zum Manager des Monats August gewählt. Am 19. April 2022 gelang Silvas Fulham durch ein 3:0 gegen Preston North End der direkte Wiederaufstieg als Zweitligameister. In der Premier-League-Saison 2022/23 schloss Silvas Fulham auf einem überraschenden 10. Platz ab. 

## Erfolge
Estoril Praia
- Segunda Liga: 2011/12

Sporting Lissabon
- Taça de Portugal: 2014/15

Olympiakos Piräus
- Super League (Griechenland): 2015/16

FC Fulham
- EFL Championship: 2021/22

## Auszeichnungen
- 2011/12: Segunda Liga, Trainer des Jahres mit Estoril Praia